# Tout est vanité
Tout est vanité est le quatrième album de bande dessinée de la série Borgia du dessinateur Milo Manara et du scénariste Alexandro Jodorowsky.
Cet album a été publié le 1er décembre 2010. Il s'agit du dernier tome de la saga Borgia, qui se poursuit néanmoins avec la saga Le Pape terrible, dont le premier tome Della Rovere, sorti en 2009, suit chronologiquement celui-ci.
La citation latine mise en exergue à la fin de l'ouvrage fait écho à son titre : Vanitas vanitatum et omnia vanitas, c'est-à-dire « Vanité des vanités, tout n'est que vanité ».

## Synopsis
Au château de Pesaro, Lucrèce Borgia tente d'empoisonner son mari Giovanni Sforza, qui s'enfuit.
Charles VIII vient de conquérir Naples, mais meurt dans une éruption du Vésuve. Machiavel apporte la nouvelle de sa mort à César Borgia, qui était retenu en otage dans la demeure de Machiavel à Florence avec l'interdiction de voir son père. Machiavel lui suggère qu'il pourrait tuer son père pour devenir pape.
Il s'en va rejoindre son père qui est déjà en compagnie de Juan Borgia. Le souverain pontife préfère charger Juan de mener la bataille contre les chevaliers rebelles en tant que chef des armées plutôt que César. Ce dernier fait assassiner Juan et son père, bien que sachant son fils coupable de fratricide, décide de donner le commandement des armées à César pour le bien de la famille.
Lucrèce meurt en couche après avoir donné naissance à un bébé mal formé.
À la forteresse Saint-Ange de Rome, César Borgia se prépare à partir en campagne. Il accueille Léonard de Vinci pour qu'il lui prépare des nouvelles armes pour vaincre ses ennemis. De Vinci accepte en échange d'une nuit d'amour avec César Borgia.
Trois ans plus tard, Micheletto vient voir sa mère à Polistena en Calabre. Il lui raconte que la famille Borgia est déchue, qu'après ses conquêtes et après avoir brûlé Savonarole à Florence, Rodrigo Borgia est au faîte de sa gloire et que tous les cardinaux le reconnaissent comme père suprême. Mais il est empoisonné par Julien della Rovere au cours d'une messe et ce dernier en profite pour devenir souverain pontife à son tour sous le nom de Jules II.
Jules II ordonne l'arrestation de César Borgia qui va se réfugier dans sa Navarre natale sur les conseils de Machiavel et de Duarte, où il espère lever une armée. Mais arrivé sur les côtes espagnols, les Navarrois le trahissent et le tue. Micheletto, qui l'avait accompagné, ne réussit que de justesse à s'enfuir.
Finalement, Micheletto se pend avec sa mère.

## Personnages
| \| Pesaro Naples Florence Rome Polistena \| Lieux principaux de l'intrigue. |
| Pesaro Naples Florence Rome Polistena                                       |

- Lucrèce Borgia
- Pentasilea, servante de Lucrèce Borgia
- Giovanni Sforza
- Dino, amant de Giovanni Sforza. Il meurt empoisonné.
- Mauro, amant de Giovanni Sforza.
- César Borgia
- Machiavel
- Micheletto
- Rodrigo Borgia
- Duarte Brandao, conseiller de Rodrigo Borgia
- Juan Borgia
- Léonard de Vinci
- Savonarole
- Julien della Rovere

## Inexactitudes historiques
- Dans la bd, Lucrèce Borgia ne se marie qu'une seule fois avec Giovanni Sforza en 1493, mail il n'est pas mentionné l'annulation de ce mariage en 1497 et son remariage en 1498 avec Alphonse d'Aragon ou avec Alphonse Ier d'Este en 1505, or la bd couvre cette période[2].
- Lucrèce Borgia meurt avant[3] son père[4] et son frère[5], or en réalité Lucrèce meurt en 1519[6], bien après Rodrigo en 1503 ou César en 1507.
- Le roi de France Charles VIII n'est pas mort sur le Vésuve comme dans la bd mais accidentellement dans son château d'Amboise en 1498.